# GMOクラウドWEST
GMOクラウドWEST株式会社（ジーエムオークラウドウエスト、英: GMO CLOUD WEST, Inc.、旧株式会社ワダックス）は、かつて存在したレンタルサーバー、ISP事業を行っていた企業。大阪市北区に本社を置いていた。
1998年10月に和田大がワダックスを創業し、2004年1月に株式会社ワダックスを設立した。創業から12年弱を経過した2010年8月にGMOクラウド株式会社に全株式を譲渡したのち、2012年2月に現社名へ変更。2015年7月にGMOクラウド（現・GMOグローバルサイン・ホールディングス）へ吸収合併された。
同社が行なっていたレンタルサーバー事業「WADAX」は、2015年以降もGMOグローバルサイン内のインナーブランド「WADAX by GMO」として運営が継続されている。

## 沿革
- 1998年10月 - 和田大が、個人事業としてワダックスを創業
- 2000年3月 - 大阪市浪速区にてホスティング事業を開始
- 2003年7月 - 大阪市福島区にて有限会社ワダックスを設立（法人なり）し、初代代表取締役社長に和田大が就任。
- 2004年
  - 1月 - 株式会社ワダックスに組織変更（株式会社化）
  - 11月 - 本社を大阪市西区江戸堀に移転
  - 12月 - セコムトラストネット（現・セコムトラストシステムズ）と業務提携し、法人向けレンタルサーバーサービス等を開始
- 2005年
  - 6月 - 個人向けレンタルサーバーサービス「＠WAPPY レンタルサーバー」を開始
  - 11月 - 法人向け共用サーバサービス「＠Next Style レンタルサーバー」を開始
- 2006年
  - 8月 - 米国レッドハット（Red Hat,Inc）と業務提携し、アドバンスド・ホスティング・パートナーとなる
  - 10月 - 株式会社ホライズン・デジタル・エンタープライズ社（現・HENNGE）とホスティングサービス分野で業務提携
- 2007年
  - 2月 - 財団法人日本情報処理開発協会（JIPDEC）より、プライバシーマーク認定を取得
  - 7月 -  本社を大阪市中央区城見の大阪ビジネスパーク ツイン21に移転
  - 11月 - 株式会社トランスウエアと業務提携
- 2008年3月 - 株式会社ロックオンと業務提携
- 2009年4月 - 本社を大阪市北区梅田ブリーゼタワー23階に移転
- 2010年8月 - 親会社のアイティーネクストホールディングス株式会社の全株式を、和田大からGMOクラウド株式会社が取得。同社の孫会社（100%連結対象子会社）となる[1]。
- 2012年2月 - GMOクラウドWEST株式会社に商号変更
- 2013年3月 - 創業者である和田大が社長を退任。
- 2014年12月 - 親会社のアイティーネクストホールディングス株式会社を吸収合併。GMOクラウドの直接の子会社となる[2]。
- 2015年7月 - GMOクラウドに吸収合併され、解散[3][4]。

## 創業者の経歴
- 和田 大（わだ まさる）

1973年（昭和48年）11月 - 3日、兵庫県に生まれる。
1998年（平成10年）10月 - 専門学校コンピュータ総合学園HAL卒業後、ワダックスを創業
2003年（平成15年）7月 - ワダックスを有限会社化し、初代の代表取締役社長に就任
2004年（平成16年）1月 - 有限会社ワダックスを株式会社ワダックスに組織変更
2010年（平成22年）8月 - 株式会社ワダックスの全株式をGMOホスティング＆セキュリティ株式会社（現GMOクラウド）に売却（M&A) 
2013年（平成25年）3月 - 代表取締役社長を退任

## 事業所
- 大阪本社 - 大阪府大阪市北区大深町3番1号
- 東京支社 - 東京都渋谷区桜丘町26番1号　セルリアンタワー

## サービス内容
- WADAX レンタルサーバー
- WADAX 専用サーバー
- WADAX ハウジング
- みんなのレンタルサーバー＠WAPPY

## 免許
- 一般第二種電気通信事業者（届出番号：E－11－1521）
- プライバシーマーク認定（認定番号：第 20001155(03)号）

## 加盟団体
- 社団法人日本ネットワークインフォメーションセンター（JPNIC）
- 社団法人日本インターネットプロバイダー協会
- 日本データセンター協会（JDCC）